# Chikomba

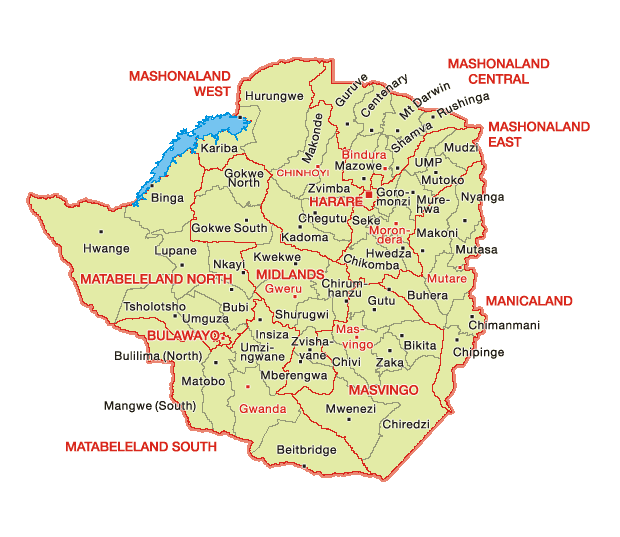
Distritos do Zimbábue

Chikomba é o distrito localizado mais a sul na província zimbabueana de Maxonalândia Oriental. A norte ficam os distritos de Seke e Marondera, a oeste o distrito de Kadoma da província de Maxonalândia Ocidental e a sueste o distrito de Buhera da província de Manicalândia.